# Alluaudomyia fragmentum
Alluaudomyia fragmentum är en tvåvingeart som beskrevs av Debenham 1971. Alluaudomyia fragmentum ingår i släktet Alluaudomyia och familjen svidknott. Inga underarter finns listade i Catalogue of Life.